# Jan Wallgren

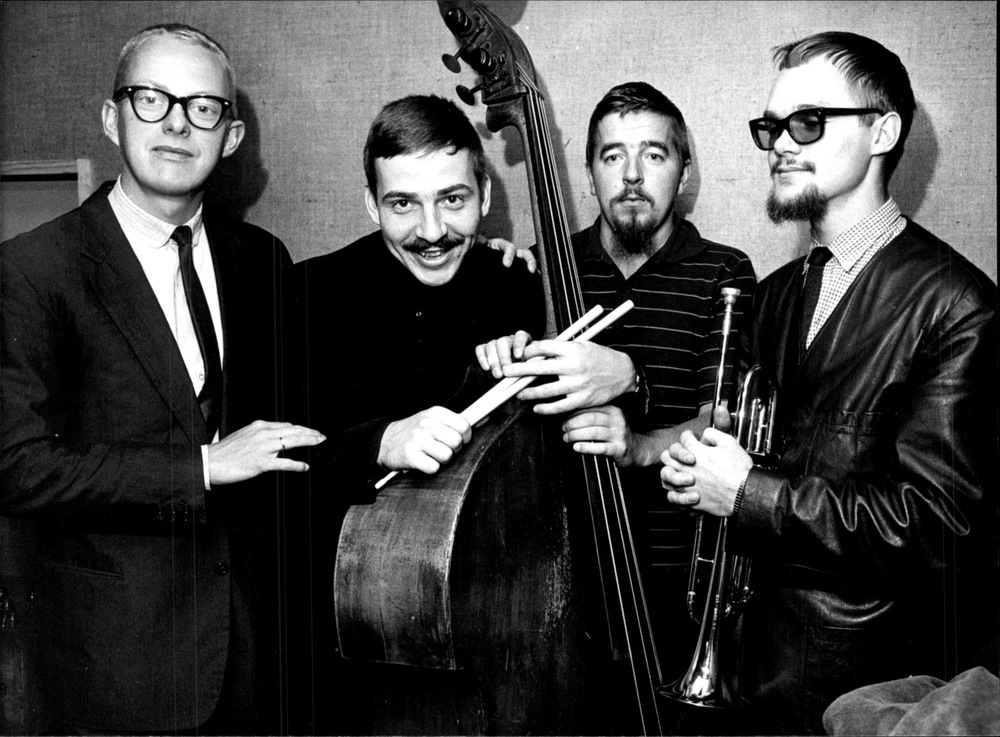
Bengt Ernryd Quartet, 1964. Från vänster: Jan Wallgren (piano), Janne "Loffe" Carlsson (trummor), Gösta Wälivaara (bas) och Bengt Ernryd (trumpet).

Jan Edvard Wallgren, född 21 februari 1935 i Bærum i Norge, död 2 juni 1996 i Ystad, var en svensk jazzpianist och kompositör. Han spelade med flera svenska grupper, t ex Bengt Ernryd Quartet, Ivan Oscarsson & Consortes, Jan Wallgren Quintet och Wallgrens Orkester.
Trumpetaren Bengt Ernryd och Wallgren skapade i mitten av 1960-talet jazz med anknytning till indisk raga. Orientaliska skalor togs till utgångspunkt för jazzimprovisationer och musiken var rytmiskt okonventionell.

## Diskografi

### Under eget namn
- 1973 – Wallgrens Orkester – Steel Bend Rock, Vinyl LP, Attlaxeras – ALPS-101
- 1975 – Tommy Koverhult & Jan Wallgren Quintet – Tommy Koverhult With Jan Wallgren Quintet, Vinyl LP, Dragon – LP 5
- 1976 – Bengt Ernryd & Jan Wallgren* – Music - Early Recordings 1964-1968, 2 × Vinyl LP, Compilation, Dragon – LP 1, Dragon – LP 7, Dragon – DRLP 1+7
- 1977 – Jan Wallgren, Bengt Ernryd – Love Chant, Vinyl LP, Dragon – DRLP 10
- 1977 – Werner* / Wallgren* / Stenson* – Triple Play - Jazz Piano Vol. 1, Vinyl LP, Dragon Records – DRLP 12
- 1977 – Werner* / Wallgren* / Stenson* – Triple Play - Jazz Piano Vol. 2, Vinyl LP, Dragon Records – DRLP 12
- 1980 – Wallgren* / Ernryd* / Niebergall* / Sjökvist* – Ballade An Der Ruhr, Vinyl LP, Dragon – DRLP 24
- 1985 – Jan Edvard Wallgren* & The Swedish Radio Jazz Group* – Lavoro In Corso, Vinyl LP, Dragon – DRLP 89
- 1988 – Jan Wallgren – Blueprints, Vinyl LP, Dragon – DRLP 147
- 1997 – Jan Wallgren – Raga, Bebop And Anything, Vinyl LP, Dragon – DRLP 303

### Tillsammans med andra
- 1976 - Ivan Oscarsson & Consortes – Ivan The Terrible, Vinyl LP, Dragon – LP 7